# アルバロ・ゲレロ
アルバロ・ゲレロ（Álvaro Guerrero、1949年3月26日 - ）はメキシコの首都メキシコシティ出身の俳優。主にテレビドラマを中心に活動している。

## 主な出演作品
- ミッション The Mission (1986)
- アモーレス・ペロス Amores Perros (2000)
- ブロークン・アイデンティティ La última muerte (2011)
- インゴベルナブレ Ingobernable (2017-2018) ※テレビシリーズ、メキシコ以外ではNetflixで配信。
- ダンス・オブ・41 El baile de los 41 (2020)
- 母の聖戦 La civil (2021) ※第34回東京国際映画祭上映時のタイトルは『市民』。